# Ведран Самац
Ведран Самац (Сремска Митровица, 22. јануар 1990) је српски атлетичар специјалиста за бацање копља. Члан је АК Сирмијум из Сремске Митровице, а тренер му је Александар Спајић.
У 2009, био је дванаести на Европском јуниорском првенству, а на Универзијади није успео да се квалификује за финале. Исте године 9. маја бацио је копље 70,38 и поставио јуниорски рекорд Србије са 70,38 , који 1. јула поправља на 71,52 метра.
Године 2014. поправља лични рекорд на 79,22 м, чиме је испунио норму за Европско првенство у Цириху. То му је био први наступ у сениорској конкуренцији. Није успео да се пласира у финале.
Године 2018. објављено је да је Самац на митингу у Сремској Митровици оборио државни рекорд у бацању копља који је 31 годину раније поставио Сеад Крџалић. Судије на митингу су измериле да је његов хитац у петој серији био 85.60 метара, што је више од два метра дуже од претходног рекорда. Недуго после тога, појавили су се снимци са митинга на којима се види да је судија померао копље пре мерења, чиме је доведена у питање регуларност оствареног резултата.  Након проведене истраге, Атлетски савез Србије је поништио резултат због лошег мерења, док су судије суспендоване.

## Значајнији резултати
| Датум | Такмичење                                 | Место          | Пласман | Резултат |
| ----- | ----------------------------------------- | -------------- | ------- | -------- |
| 2009  | Европско првенство за јуниоре             | Нови Сад       | 12.     | 66,61    |
| 2009  | Универзијада                              | Београд        | 28.     | 63,94    |
| 2011  | Друга лига Европског екипног првенства    | Нови Сад       | 6.      | 68,12    |
| 2011  | Европско првенство У-23                   | Острава        | 16.     | 68,12    |
| 2012  | Зимски куп Европе у бацачким дисциплинама | Бар, Црна Гора | 5. У-23 | 74,83    |
| 2012  | Балканско првенство у атлетици 2012.      | Ескишехир      | 3.      | 73,49    |
| 2013  | Друга лига Европског екипног првенства    | Каунас         | 2.      | 71,80    |
| 2013  | Балканско првенство у атлетици 2013.      | Стара Загора   | 6.      | 66,78    |
| 2014  | Европско првенство                        | Цирих          | 29.     | 69,39    |